# ديبرا هيل
ديبرا هيل (بالإنجليزية: Debra Hill) (و. 1950 – 2005 م) هي كاتبة سيناريو، ومنتجة أفلام، وكاتِبة أمريكية، توفيت في لوس أنجلوس، عن عمر يناهز 55 عاماً، بسبب سرطان.

## جوائز
حصلت على جوائز منها:
- جائزة كريستال (2003).

## وصلات خارجية
- ديبرا هيل على موقع IMDb (الإنجليزية)
- ديبرا هيل على موقع ألو سيني (الفرنسية)
- ديبرا هيل على موقع أول موفي (الإنجليزية)
- ديبرا هيل على موقع قاعدة بيانات الأفلام السويدية (السويدية)
- ديبرا هيل على موقع قاعدة بيانات الفيلم (الإنجليزية)
- ديبرا هيل على موقع كينوبويسك (الروسية)